# 伸子

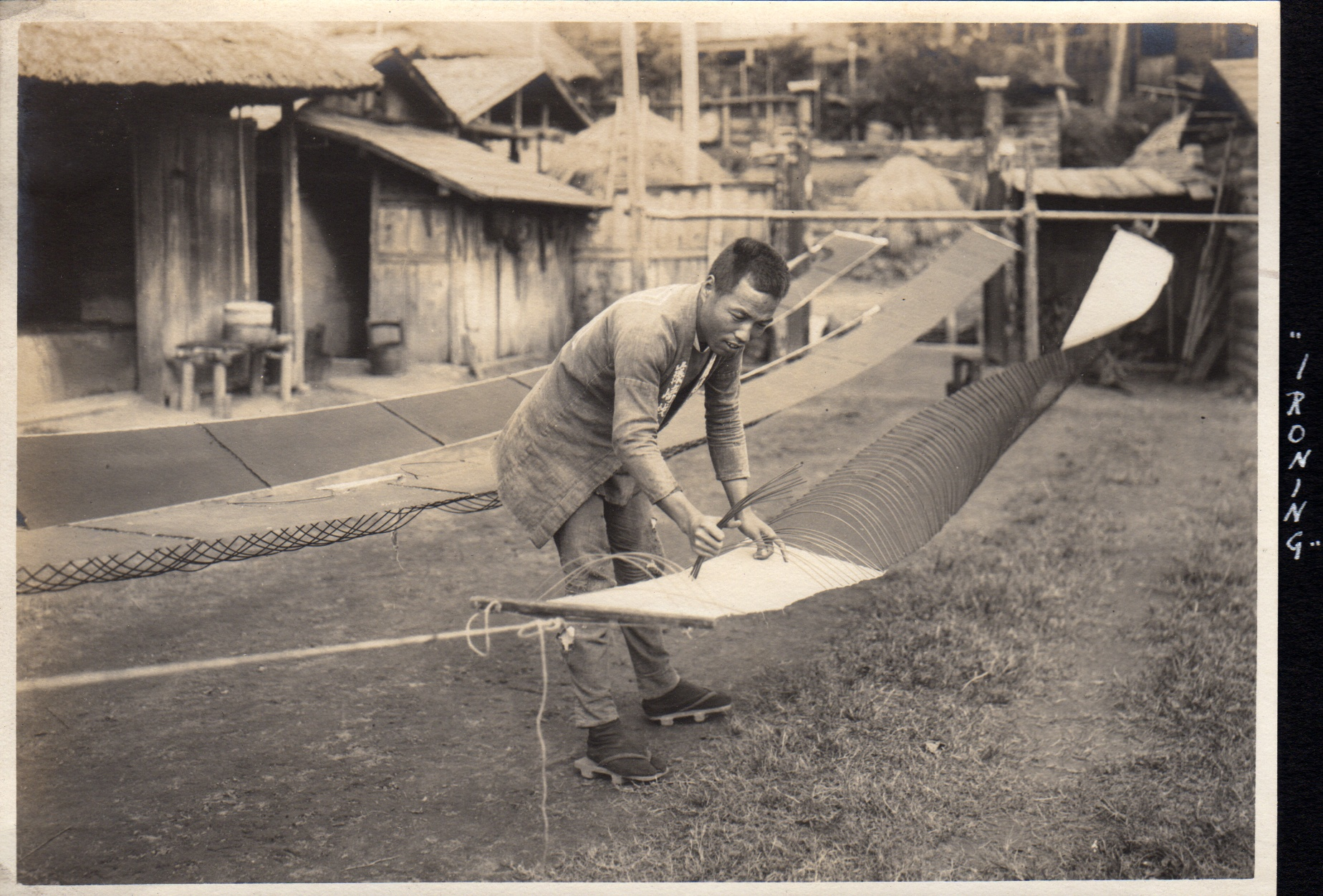
伸子張りの様子（1914年）

伸子、または籡（しんし、英語: temple）は、布・反物を洗張（洗い張り）あるいは染織する際に、布幅を一定に保つ道具である。形状は、両端を尖らせた、あるいは針を植えた細い竹棒（木棒）である。左右両端にぴんと張った布を固定、布を縮ませず、幅を保たせるように支える。「しいし」とも呼ぶ。「籡」は国字（和製漢字）である。
機張・機張り（はたばり）、絹張（きぬばり）とも呼ぶが、この場合は範囲が広く、「籡」だけではなく「張り板」（はいりいた）も含む。日本ではおもに和服に使用するが、日本だけの道具ではなく、英語からの外来語でテンプルとも呼ぶ。
「伸子」（籡）を使用して、竹の弾力で布を伸ばすこと、伸ばして洗張することを伸子張・伸子張り（籡張、しんしばり）と呼ぶ。

## 種類・構造

### 洗濯用
弧状にたわんだ細い棒で、両端だけで布と接する。ふつう1反当たり300本ほど用いられる。
両端の構造により2種類に分類される。
共爪（ともづめ）
細い竹串の末端をとがらせたもの。竹串の両端の皮の部分を残して削り、小角状の胯（また）を付けて尖らせる。側面に皮が残っているほうが保存や使用に便利である。
金爪（かなづめ）
竹ひごの両端に、鉄や真鍮、亜鉛などで作られた針を植え込む。使用前に、両端から2 - 3センチメートルほど、針の周囲を油焼しておくと針のすべりがよくなる。金爪のほうが多く用いられており、中でも真鍮製が錆びつかなくてよいとされる。
大きさは、曲尺1尺3寸 (約40センチメートル) くらいの並幅用と、曲尺2尺6寸 (約80センチメートル) くらいの大幅用がある。
布の素材によっても違いがあり、主な種類として木綿張と絹張がある。木綿張は張力が強い大きく、絹張はやや張力が弱く細い。この両用を兼ねた紬張もある。また厚地用と薄地用がある。

### 織物用
木または竹（西洋では金属製もある）でできた棒で、洗濯用より太くて丈夫である。両端には数本ずつの針が植わっている。たわんでいない真っ直ぐのものもあり、布幅全体を重みで緩やかに固定する。